# Traité de Wedmore

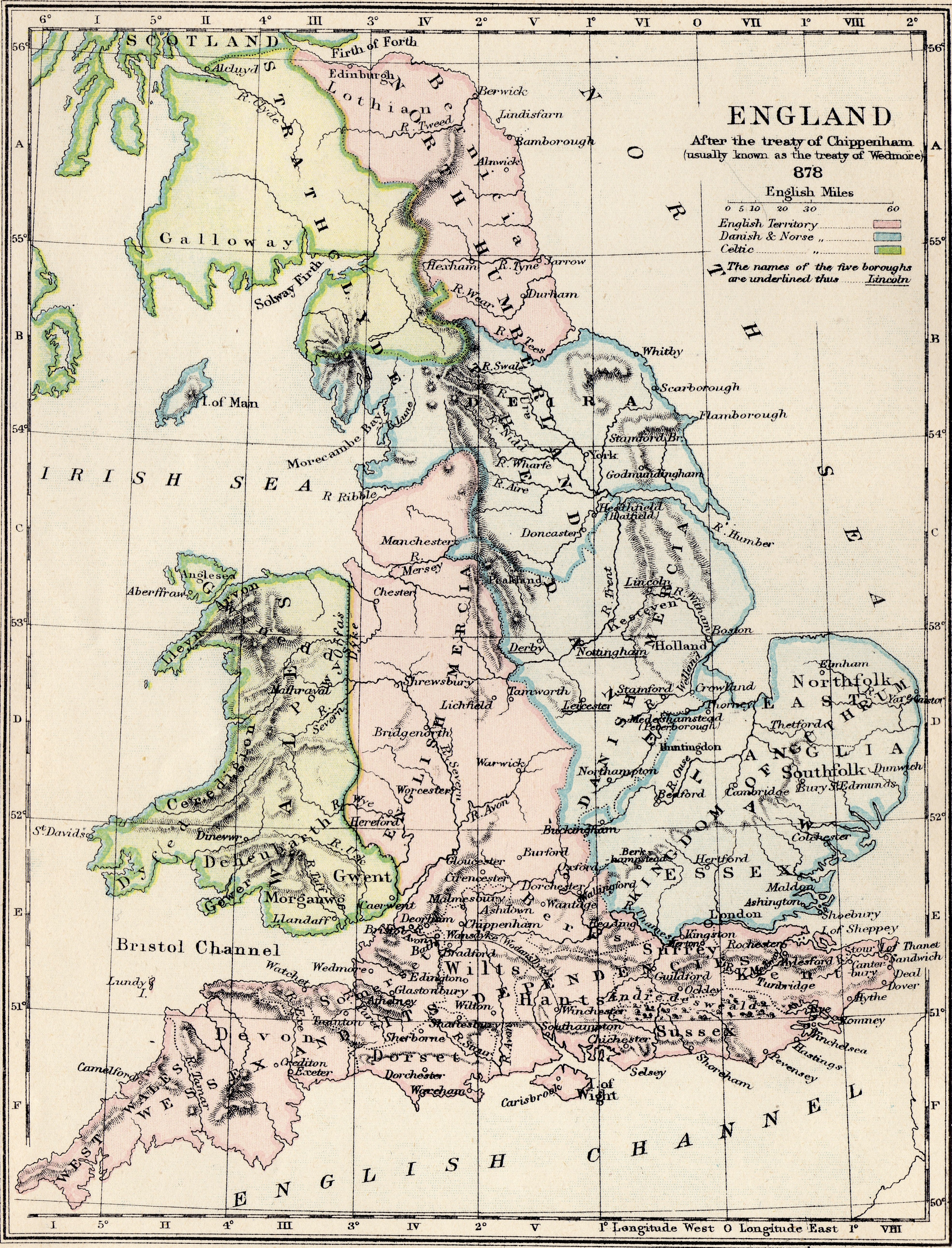
Cette carte de la fin du XIXe siècle illustre la conception erronée de l'époque : elle présente l'Angleterre après le traité de Chippenham (communément appelé traité de Wedmore).

Le traité de Wedmore est une expression utilisée par les historiens pour désigner un événement relaté par le moine Asser dans son Histoire du Roi Alfred.
Asser explique brièvement qu'en 878, le chef viking Guthrum reçoit le baptême à Wedmore, avec Alfred le Grand comme parrain. Guthrum accepte alors d'évacuer le Wessex, et les historiens envisagent qu'un « traité de Wedmore » (ou « de Chippenham ») ait pu être conclu à cette occasion. Néanmoins, aucun document ne démontre l'existence d'un tel traité, bien que les deux souverains aient par la suite signé un traité (le « traité d'Alfred et de Guthrum ») qui n'est pas explicitement lié à Wedmore.

## Le récit d'Asser
En 878, Alfred le Grand, roi du Wessex, remporte la victoire d'Ethandun sur une armée danoise. Le chef des Vikings, Guthrum, bat en retraite avec les hommes qui lui restent et se réfugie dans leur « forteresse », devant laquelle Alfred vient mettre le siège. Au bout de quatorze jours, « terrifiés par la faim, le froid, la peur, et finalement par le désespoir », les Vikings envoient un émissaire annoncer leur reddition à Alfred.
Selon l'Histoire du roi Alfred d'Asser, les Vikings remettent des otages à Alfred et s'engagent à quitter son royaume au plus vite. Guthrum promet également d'accepter le baptême de la main du roi Alfred. Trois semaines plus tard, Guthrum se rend auprès d'Alfred à Aller, près d'Athelney, avec trente de ses hommes. Il y est baptisé avec Alfred comme parrain et « l'enlèvement du chrême eut lieu au bout de huit jours dans la résidence royale appelée Wedmore » selon Asser.
Comme convenu, Guthrum quitte Chippenham et se rend à Cirencester, puis retourne en Est-Anglie pour régner sur l'Est de l'Angleterre, le futur Danelaw.

## Analyse
Asser est la seule source à mentionner un quelconque accord ayant eu lieu à Wedmore, et il ne fait que dire que c'est là que Guthrum a été baptisé avec Alfred pour parrain. Cet extrait indique clairement qu'Alfred est en position de force, mais il ne permet aucune extrapolation en termes de puissance territoriale ou autre.
Néanmoins, une certaine confusion est apparue avec le traité d'Alfred et de Guthrum, bien réel quant à lui, signé plus tard par les deux souverains. Les historiens modernes ont donc longtemps considéré le « traité de Wedmore » comme un événement crucial dans l'histoire de l'Angleterre anglo-saxonne. Il est possible que la bataille d'Ethandun ait entraîné des modifications territoriales, et que ces modifications aient été débattues à Aller ou a Wedmore, mais il n'existe aucun document écrit à l'appui de cette hypothèse.